# ヨトゥンヘイム
ヨトゥンヘイム（ヨートゥンヘイム、ヨーツンヘイム、ヨツンヘイムとも。古ノルド語: Jǫtunheimr。巨人の国）は北欧神話に登場する「ヨトゥン」と呼ばれる霜の巨人族と丘の巨人族が住む国である。
『古エッダ』や『スノッリのエッダ』に散見される記述では、ヨトゥンヘイムは東に位置するとされている。また、人々の住むミズガルズと神々の住むアースガルズの脅威となっている。アースガルズとヨトゥンヘイムの間にはイヴィング川が流れている。
主要都市としてはウートガルザ・ロキの治めるウートガルズがあり、ほかにメングラッドの住むガストロープニル、そしてスィアチの住むスリュムヘイムがある。ヨトゥンヘイムを支配する王はスリュムという。
『古エッダ』の『巫女の予言』によれば、この国から「忌まわしき3人の巨人の娘」が来るまでは、神々は黄金でできたもので欠けた物はなかったという。また、ラグナロクの到来時には、神々や妖精だけではなくヨトゥンヘイム全土もどよめくという。
なお、ノルウェーにはスカンディナヴィア山脈に属するヨートゥンハイメン山地 (Jotunheimen) が実在し、これはスカンディナヴィア半島でもっとも高い山であるガルフピッゲン（Galdhøpiggen, 標高2469メートル）を含んでいる。